# آیرین کیم
آیرین کیم (انگلیسی: Irene Kim؛ زادهٔ ۶ نوامبر ۱۹۸۷) همچنین با نام مستعار آنلاین Ireneisgood نیز شناخته می‌شود، مدل، روزنامه‌نگار مد و زیبایی و شخصیت تلویزیونی اهل ایالات متحده آمریکا است. کیم در سال ۲۰۱۸ برند لباس خود را با نام IRENEISGOOD LABEL عرضه کرد.